# Richard C. Sarafian
Richard C. Sarafian   (Nova York, 28 d'abril de 1930 - Santa Monica, 18 de setembre de 2013) Richard Caspar Sarafian va ser un director de cinema estatunidenc. D'origen armeni, és el pare del director Deran Sarafian, de l'actor Richard Sarafian Jr. i del guionista Tedi Sarafian.

## Biografia
Sarafian va néixer a Nova York el 28 d'abril de 1930 d'immigrants armenis, que van escapar del genocidi. Va estudiar Dret en el curs preparatori de la Universitat de Nova York, però aviat va canviar per estudiar cinema, en què va destacar. Va deixar la universitat per unir-se a l'Exèrcit dels Estats Units, on va treballar com a reporter dels militars estacionats a Kansas City, Missouri durant la Guerra de Corea (1950-1953). En aquest temps va conèixer el futur director de Hollywood Robert Altman, i els dos es van fer amics.
Sarafian va treballar amb Altman en la indústria cinematogràfica i es va casar amb la seva germana, Joan Helen amb qui va tenir cinc fills: Richard Jr. (actor), Tedi (escriptor), Damon (productor d'efectes especials), Deran (director) i Katherine (productora). La seva esposa va morir el 2011.
Richard Sarafian ha tingut una carrera multifacètica com a actor, director i guionista que ha durat més de cinc dècades. És conegut sobretot per la seva pel·lícula Vanishing Point del 1971.

## Filmografia
Filmografia:

### Cinema
- 1962: Terror at Black Falls
- 1965: Andy
- 1969: Run Wild, Run Free
- 1970: Fragment of Fear
- 1971: Vanishing Point
- 1971: L'home en una terra salvatge (Man in the Wilderness)
- 1973: L'home que va estimar Cat Dancing (The Man Who Loved Cat Dancing)
- 1976: The Next Man
- 1979: Sol ardent (Sunburn)
- 1981: Gangster Wars
- 1984: The Bear
- 1986: Eye of the Tiger
- 1989: Street Justice
- 1990: Catàstrofe solar (Solar Crisis)
- 1995: Creuant l'obscuritat (The Crossing Guard)
- 1996: Llaços ardents (Bound): Gino Marzzone
- 1996: Gotti
- 1999: De lladre a policia (Blue Streak)

### Televisió
- 1968: Shadow on the Land
- 1975: One of Our Own
- 1977: The African Queen
- 1977: A Killing Affair
- 1979: Disaster on the Coastliner
- 1980: The Golden Moment: An Olympic Love Story
- 1981: Splendor in the Grass
- 1986: Liberty